# 安康駅 (新北市)
安康駅（あんこうえき）は台湾新北市新店区柴埕里と下城里境界にある新北捷運安坑軽軌（安坑LRT）の駅。駅番号はK6。

## 歴史
計画時の仮称は「公崙」だった。
- 2016年4月6日 - 着工[2]。
- 2017年12月6日 - 駅名が正式決定[3]。
- 2023年2月10日 - 開業[4][5]。

## 駅構造
単式・島式ホーム2面3線の高架駅。区間車の折り返しが可能:(8-14)-(8-15)。ホーム長は49メートル、ホーム幅は南行きが2メートル、北行きが4メートル:(8-14)-(8-15)。出口は西側に1ヶ所:(8-14)-(8-15)。将来的に東側にも出入口を増設することが考慮されている:(8-14)-(8-15)。
| 地上 2階                                                      |                                                           |                    |
| 自動券売機、簡易改札機 相対式ホーム、右側のドアが開く         |                                                           |                    |
| 南行き 1番線                                                  | ←安坑軽軌 双城方面（景文科大駅）                          |                    |
| 北行き 2番線                                                  | →安坑軽軌 （区間車折り返し）十四張方面（陽光運動公園駅）→ |                    |
| 自動券売機、簡易改札機 島式ホーム、車両左側のドアが開閉する。 |                                                           |                    |
| 北行き 3番線                                                  | →安坑軽軌 十四張方面（陽光運動公園駅）→                   |                    |
| 地上 一階                                                     | 出入口                                                    | 出入口、コンコース |

## 駅周辺
- YouBike（新北市公共自転車（中国語版））軽軌安康駅[7]
- フォルモサ高速公路安坑IC
- 新北市立安康高級中学（中国語版）
- 私立及人高級中学（中国語版）

## 隣の駅
新北捷運
 安坑軽軌
景文科大駅 K5 - 安康駅 K6 - 陽光運動公園駅 K7